# Filmfare Awards (2012)
57-я церемония награждения Filmfare Awards проводилась 29 января 2012 года, в городе Бомбей. На ней были отмечены лучшие киноработы на хинди, вышедшие в прокат до конца 2011 года.
Номинанты были оглашены 11 января, 2012 года.

## Награды и номинации

### Главные награды
| Лучший фильм | Лучшая режиссёрская работа |
| --- | --- |
| - Жизнь не может быть скучной – Фархан Ахтар, Ритеш Сидхвани - Однажды в Дели – Аамир Кхан, Киран Рао, Ронни Скривала - Дон. Главарь мафии 2 – Фархан Ахтар, Ритеш Сидхвани, Shahrukh Khan - Никто не убивал Джессику – Ронни Скривала - Рок-звезда – Дхилин Мехта - 'Грязная картина – Экта Капур, Шобха Капур                     | - Зоя Ахтар – Жизнь не может быть скучной! - Абинай Део – Однажды в Дели - Фархан Ахтар – Дон. Главарь мафии 2 - Имтиаз Али – Рок-звезда - Милан Лутрия – Грязная картина - Радж Кумар Гупта – Никто не убивал Джессику                                                                                               |
| Лучший актёр | Лучшая актриса |
| - Ранбир Капур – Рок-звезда в роли Janardan Jhakhar 'aka' Jordan - Аджай Девган – Сингам в роли Bajirao Сингам - Амитабх Баччан – Бронирование в роли Prabhakar Anand - Ритик Рошан – Жизнь не может быть скучной! в роли Arjun - Салман Кхан – Телохранитель в роли Lovely Singh - Шах Рукх Кхан – Дон. Главарь мафии 2 в роли Don | - Видья Балан – Грязная картина в роли Reshma/Silk Smitha - Катрина Каиф – Невеста моего брата в роли Dimple Dixit - Махи Гилл – Господин, его жена и гангстер в роли Madhavi - Приянка Чопра – Семь прощённых убийств в роли Susanna Anna-Marie Johannes - Видья Балан – Никто не убивал Джессику в роли Sabrina Lal |
| Мужская роль второго плана | Женская роль второго плана |
| - Фархан Ахтар – Жизнь не может быть скучной! - Абхай Деол – Жизнь не может быть скучной! - Naseeruddin Shah – Грязная картина - Питобаш Трипати – Городской переполох - Вир Дас – Однажды в Дели | - Рани Мукхерджи – Никто не убивал Джессику - Джухи Чавла – Моё имя - Калки Кеклен – Жизнь не может быть скучной! - Паринити Чопра – Леди против Рикки Бахла - Свара Бхаскар – Свадьба Тану и Ману |
| Лучший мужской дебют | Лучший женский дебют |
| - Видьют Джамвал – Спецотряд «Форс» | - Паринити Чопра – Леди против Рикки Бахла |
| Лучшая музыка к песне для фильма | Лучшие слова к песне для фильма |
| - А. Р. Рахман – Рок-звезда - Рэм Сампат – Однажды в Дели - Шанкар-Эхсан-Лой – Жизнь не может быть скучной! - Сохаил Сен – Невеста моего брата - Вишал-Шекхар – Случайный доступ | - Иршад Камиль – "Nadaan Parindey" для Рок-звезда - Гулза – "Darling" для Семь прощённых убийств - Иршад Камиль – "Sadda Haq" для Рок-звезда - Джавед Ахтар – "Senorita" для Жизнь не может быть скучной! - Вишал Дадлани и Ниранджан Иенгар – "Chammak Challo" для Случайный доступ                                  |
| Лучший мужской закадровый вокал | Лучший женский закадровый вокал |
| - Мохит Чаухан – "Jo Bhi Main" для Рок-звезда - Эйкон и Вишал Дадлани – "Chammak Challo" для Случайный доступ - Мохит Чаухан – "Sadda Haq" для Рок-звезда - Rahat Fateh Ali Khan – "Teri Meri" для Телохранитель - Shafqat Amanat Ali – "Dildaara" для Случайный доступ                                                             | - Рекха Бхардвадж и Уша Утхуп – "Darling" для Семь прощённых убийств - Алисса Мендоза – "Khwabon Ke Parindey" для Жизнь не может быть скучной! - Харшдип Каур – "Katiya Karu" для Рок-звезда - Shreya Ghoshal – "Teri Meri" для Телохранитель - Shreya Ghoshal – "Saibo" для Городской переполох                      |

### Награды критиков
| Лучший фильм                               | Лучший фильм                             |
| ------------------------------------------ | ---------------------------------------- |
| - Жизнь не может быть скучной! (Зоя Ахтар) |                                          |
| Лучший актёр                               | Лучшая актриса                           |
| - Ранбир Капур – Рок-звезда                | - Приянка Чопра – Семь прощённых убийств |

### Технические награды
| Лучший сюжет                                                 | Лучший сценарий                                 |
| ------------------------------------------------------------ | ----------------------------------------------- |
| - Санджай Чаухан – Меня зовут Калам                          | - Akshat Verma – Однажды в Дели                 |
| Лучший диалог в фильме                                       | Лучший монтаж                                   |
| - Фархан Ахтар – Жизнь не может быть скучной!                | - Huzefa Lokhandwala – Однажды в Дели           |
| Лучшая хореография                                           | Лучшая операторскую работу                      |
| - Боска-Цезарь – "Señorita" для Жизнь не может быть скучной! | - Carlos Catalan – Жизнь не может быть скучной! |
| Лучшая работа художника-постановщика                         | Лучший звук                                     |
| - Шашанк Тере – Однажды в Дели                               | - Накул Камте – Дон. Главарь мафии 2            |
| Лучший дизайн костюмов                                       | За влияние в киноиндустрии                      |
| - Niharika Khan – Грязная картина                            | - Ранджит Барот – Шайтан                        |
| Лучшие спецэффекты                                           | Лучшая постановка боевых сцен                   |
| - Red Chillies VFX – Случайный доступ                        | - Matthias Barsch – Дон. Главарь мафии 2        |

### Специальные награды
| Пожизненные достижения          | Пожизненные достижения |
| ------------------------------- | ---------------------- |
| - Pyarelal                      | - Aruna Irani          |
| Награда имени Р. Д. Бурмана     |                        |
| - Krsna для Свадьба Тану и Ману |                        |
| Лучшая сцена                    |                        |
| - Грязная картина               |                        |
| Лучший режиссёрский дебют       |                        |
| - Абинай Део — Однажды в Дели   |                        |
| Специальная премия              |                        |
| - Парто Гуптэ для Стэнли        |                        |

## Наибольшее количество номинаций и побед
Следующие фильмы имели несколько номинаций:
- 13 номинаций: Жизнь не может быть скучной!
- 10 номинаций: Рок-звезда
- 7 номинаций: Однажды в Дели
- 6 номинаций: Грязная картина
- 3 номинации: Дон. Главарь мафии 2

Следующие фильмы имели несколько наград:
- 7 побед: Жизнь не может быть скучной!
- 5 побед: Рок-звезда
- 3 победы: Однажды в Дели,  Грязная картина
- 2 победы: Семь прощённых убийств, Дон. Главарь мафии 2